# Os (Landschaft)

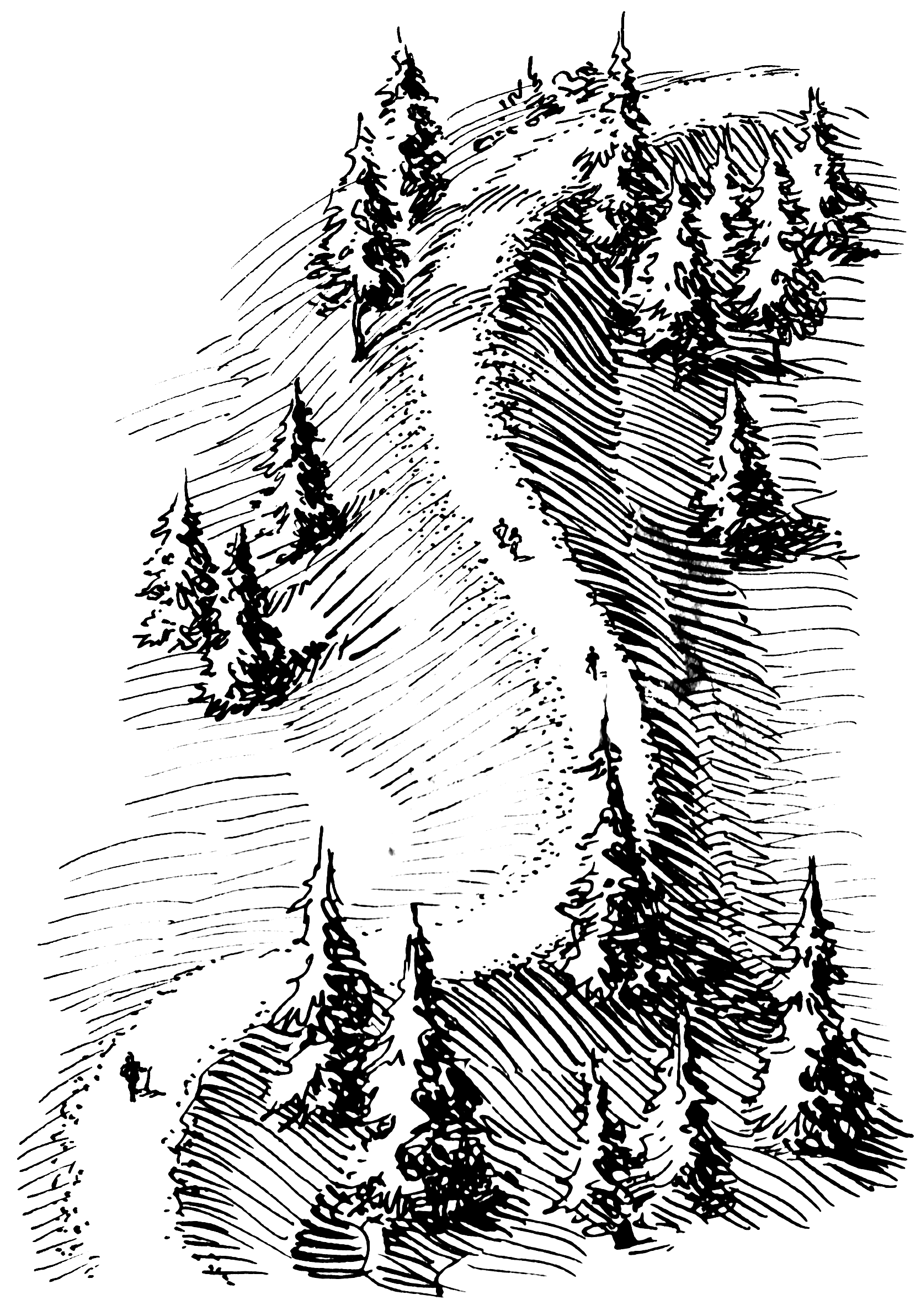
Ein Os oder Wallberg in einer idealisierten Darstellung

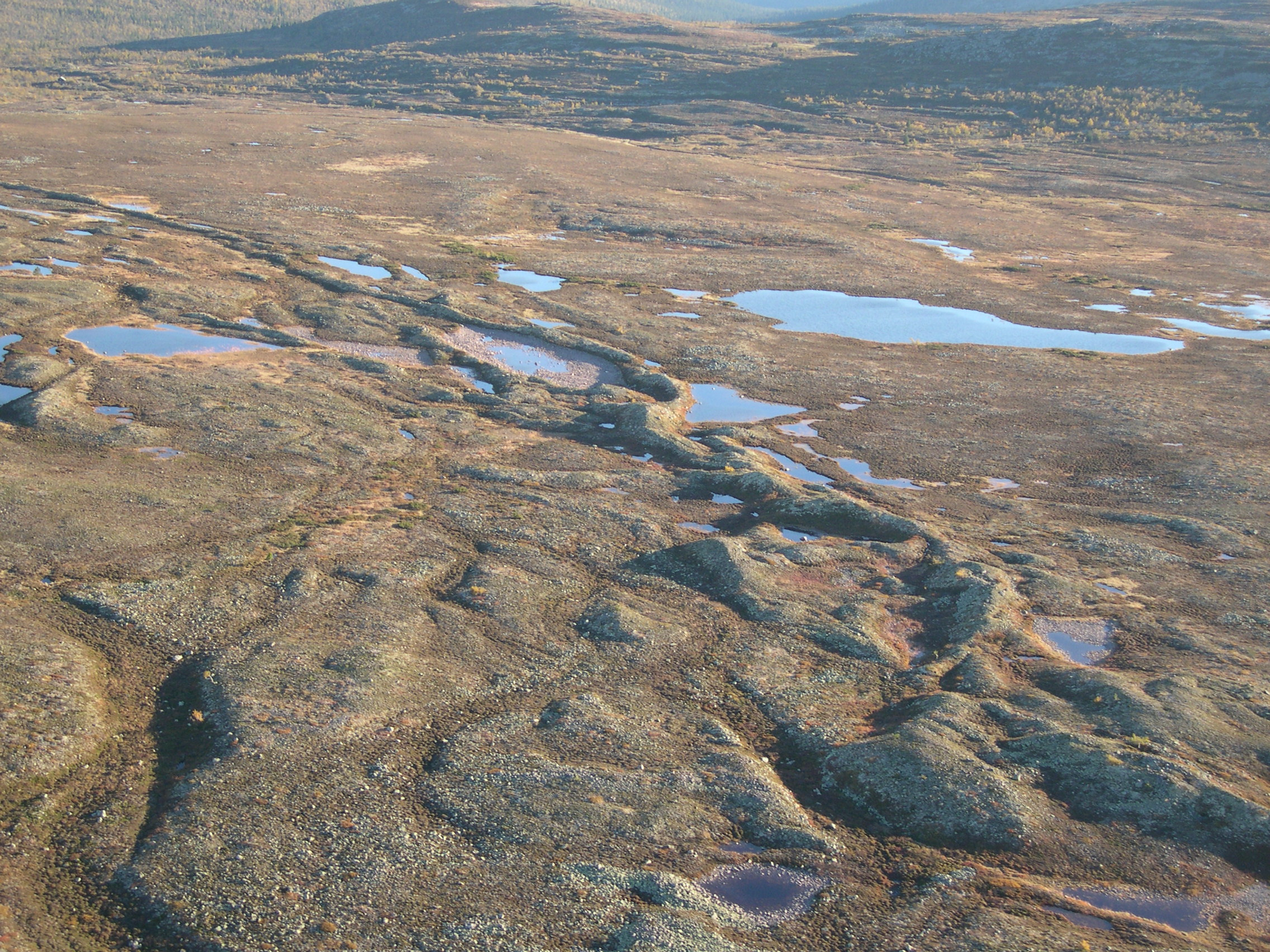
Os im schwedischen Nationalpark Fulufjället (Luftbild)

Ein Os (Ås,  Äsar, Esker) oder Wallberg ist eine wallartige, oft geschwungene Geländeerhebung aus Sand und Kies, die im Quartären Eiszeitalter („Eiszeit“) entstanden ist. Die typische schmale, langgestreckte Gestalt der Oser ist durch Gletscher und das aus ihnen strömende Schmelzwasser geformt worden. Diese bahndammförmige Landform aus Schmelzwassersedimenten, deren Länge sich gewöhnlich auf einige Dutzend, selten mehrere hundert Kilometer erstreckt, ist ein Element der Grundmoränenlandschaft.

## Etymologien und Typlokalität

### Irland
Das Wort Esker leitet sich ab von Irisch eiscir bzw. vom Altirischen escir mit der Bedeutung Höhenrücken zwischen zwei tieferliegenden Ebenen. Den Namen Esker trägt beispielsweise auch das im östlichen County Galway gelegene Townland Ahascragh, ehemals Áth Eascrach mit der Bedeutung Furt am Esker. Als eponyme Typlokalität kann der Esker Riada angesehen werden, der sich quer durch ganz Irland von Dublin bis Galway erstreckt und dabei eine Distanz von 200 km durchmisst.

### Skandinavien

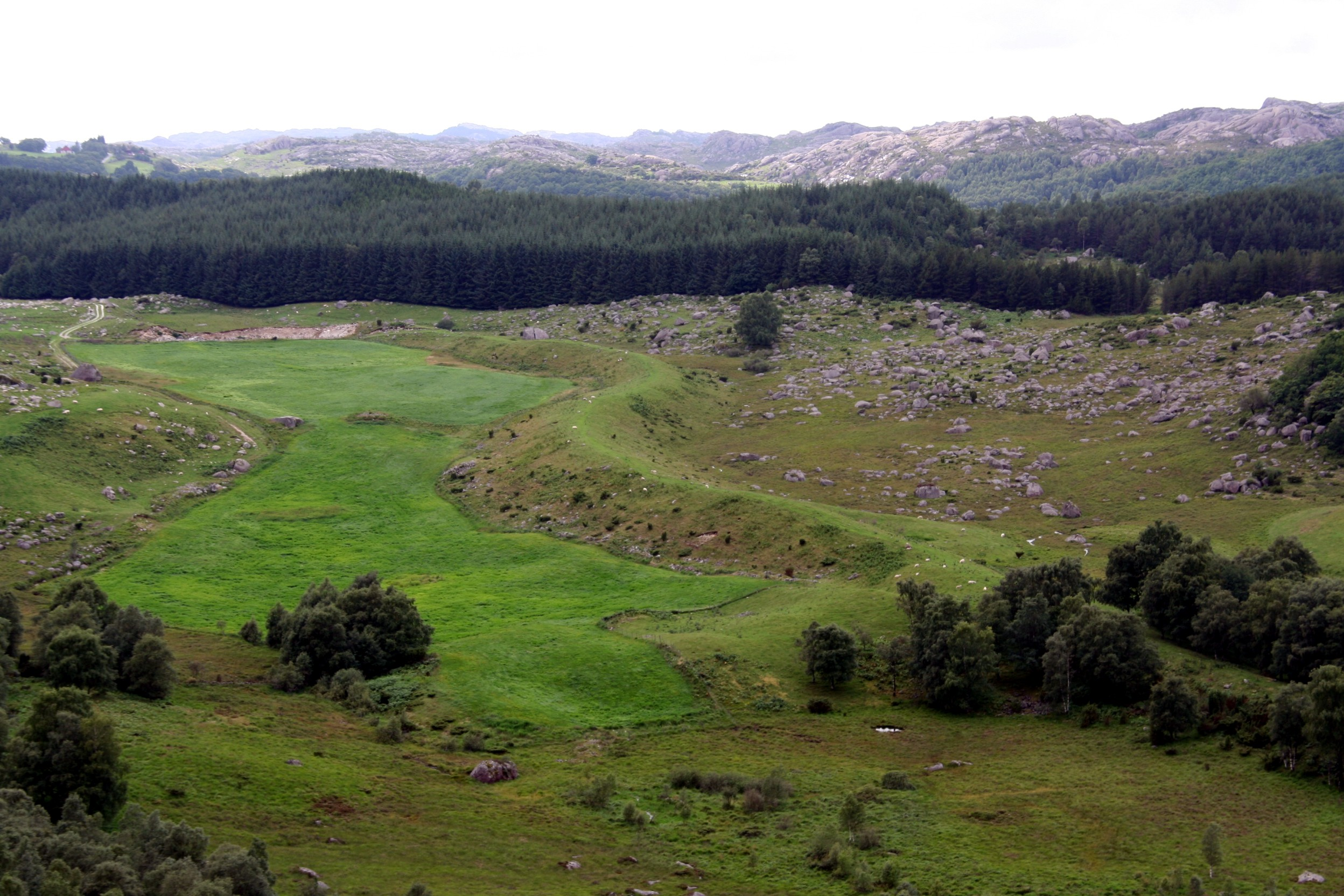
Der idealtypische Ås von St. Olavsormen bei Egersund in Norwegen

In den skandinavischen Sprachen Dänisch, Norwegisch und Schwedisch bezeichnet Ås (Aussprache [os], Pluralform åser oder åsar, abgeleitet aus altnordisch áss) einen langgestreckten Höhenzug oder Erhebung, dessen Kern aus Ablagerungen wie z. B. Sand besteht.
Ås ist Bestandteil von Ortsbezeichnungen im nordgermanischen Sprachraum, bezieht sich jedoch meist auf einen langgestreckten Höhenrücken im Allgemeinen. Beispielsweise handelt es sich beim Jyske Ås in Nordjütland geologisch um eine Endmoräne; Hallandsåsen zwischen Skåne und Halland ist ein Horst.

## Definition und Formbeschreibung
Drewry (1986) hat Oser/Esker wie folgt definiert:
Åser/Eskers sind gewundene, schmale, relativ steile Geländerücken. Ihre unregelmäßig aufgebauten Sedimentlagen wurden im unmittelbaren Kontakt mit Gletschereis entweder in einem freiliegenden Wasserlauf oder in einem geschlossenen Tunnel abgelagert.
Åser erheben sich Bahndämmen ähnlich in der Landschaft, da sie beidseitig von Eismassen umgeben waren. Ihre Erhebungen sind in der Regel abgeflacht, sie können aber durchaus auch spitz zulaufen. Die manchmal schlangenartig mäandrierenden Aufschüttungen können auch Verzweigungen aufweisen. Selbst komplexe, dendritische, aderartige Netzwerke werden angetroffen wie beispielsweise bei Monroe in Maine.
Die gewöhnlichen Dimensionen von Åsern sind mehrere Kilometer Länge mit einer durchschnittlichen Höhe von 40 m bis 50 m (selten auch bis 80 Meter) und Breiten unter 150 m (kleine Oser bewegen sich im Hundert Meter-Bereich). Ihre Seiten fallen meist mit 10° bis 20° ein, können aber auch steiler sein. In Norddeutschland erreichen sie selten mehr als 20 m Höhe, können aber mehrere Dutzend Kilometer lang sein. Extrem lange Åser sind der 800 km lange Thelon-Esker in Kanada, der 250 km lange Uppsalaåsen in Schweden und der irische Eiscir Riadha mit 200 km Länge.
Åser sind generell das Ablagerungsprodukt hochorganisierter Schmelzwassersysteme im Inlandeis/Gletscher und bei reichem Schmelzwasserangebot häufig. Sie treten meist in parallelen Scharen vor der Abtaufront auf und unterstreichen mit ihrer räumlichen Anordnung die Fließrichtung der Eismassen. Oft etablieren sie sich in Nachbarschaft oder sogar innerhalb Glazialer Rinnen (Tunneltäler, auch Nye-Kanäle oder nur N-Kanäle genannt), die subglazial durch die abrasive Wirkung der Schmelzwässer im losen und auch im festen Untergrund angelegt wurden.

### Abgrenzungskriterium
Von Endmoränen unterscheiden sich Åser durch ihre Zusammensetzung: Gletscher transportieren unsortiert Sedimente verschiedenster Korngröße. In fließendem Wasser hingegen hängt es von dessen Fließgeschwindigkeit ab, ob und wo sich Sedimente welcher Größe absetzen. Daher findet man nur in Osern eine deutliche Sortierung und Schichtung der Ablagerungen.

### Einfluss der Topographie

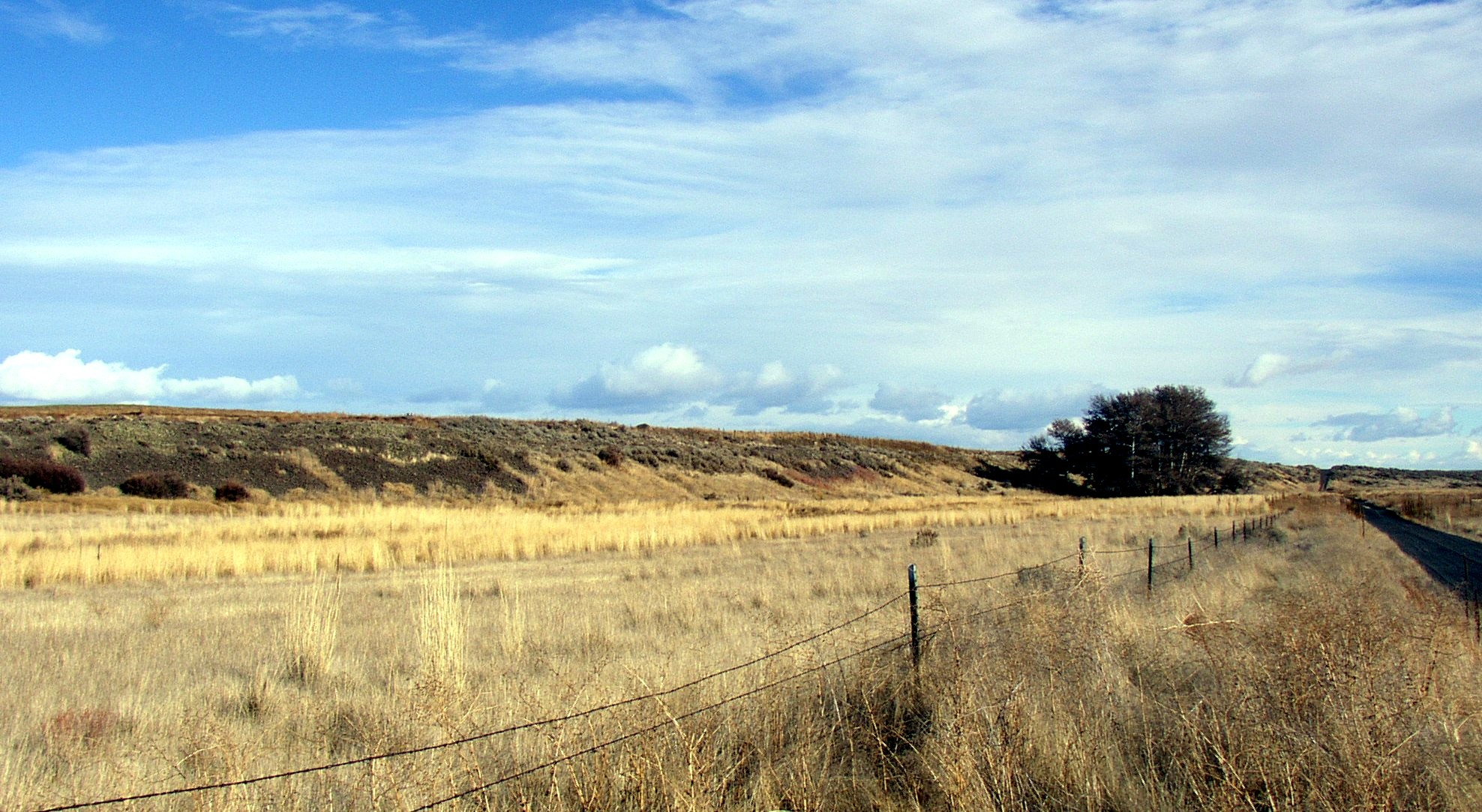
Wallberg im Sims Corner Eskers and Kames, US-Bundesstaat Washington

Aufgrund des von der Gletscheroberfläche nachfließenden Wassers steht das Wasser unter dem Eis oft unter hohem hydrostatischen Druck und kann dementsprechend auch aufwärts fließen. Sich häufig ändernde Druckverhältnisse erklären die stark wechselnde Höhe von Osern sowie die Unterbrechungen in den Oszügen, die eher die Regel denn die Ausnahme sind. So wird beispielsweise in abschüssigen Schmelzwassertunneln durch die Viskosität des Wassers Wärme erzeugt, die die Tunnelwände zum Schmelzen bringt. Durch die erzielte Höhenzunahme des Tunnels kann folglich mehr sedimentiert werden, und die resultierenden Eskerablagerungen gewinnen an Höhe. Umgekehrt wird in ansteigenden Abschnitten weniger Wärme erzeugt, so dass der Esker hier niedriger ausfällt. Es wird aber nicht nur die Gesamthöhe beeinflusst, sondern auch die Formgebung. In abschüssigen oder geraden Tunneln entstehen (spitz) zulaufende Esker, wohingegen in ansteigenden Abschnitten Wasser am Tunneloberrand gefriert und somit nur niedrigere, abgerundete oder abgeflachte Esker geformt werden können.

## Entstehung

Profildarstellung zur Entstehung sub- und proglazialer Landformen

Åser entstanden in Schmelzwassertunneln oder Gletscherspalten durch glazifluviale Schmelzflüsse, die ihre Schuttfracht entweder
- unter (subglazial),
- im (englazial) oder
- auf (supraglazial)

temperierten Gletschern ansammelten.
Die subglaziale Entstehungsweise wird von Autoren wie Bärtling (1905) und Shreve (1985) vertreten, die Tunnelsysteme an der Unterseite des Eises als Entstehungsort annehmen. Den englazialen Standpunkt verficht Philipp (1912), der davon ausgeht, dass beim Abschmelzen des Eises die Tunnelsedimente langsam zu Boden sinken. Holst (1876) und Liedtke (1975) halten eine supraglaziale Entstehungsweise für wahrscheinlicher, wenn Oser über Rücken und Senken im Gletscherbett verlaufen, ohne dabei in ihrer Mächtigkeit zu variieren. (Anmerkung: die Entstehungsmilieus schließen einander nicht aus, sondern dürften kombiniert miteinander vorliegen.)
Inlandeis enthält wie jeder Gletscher auch Moränenmaterial (Korngröße: feiner Ton bis grobe Blöcke im Meterbereich). Die Schmelzbäche auf dem Eis, die nach mehr oder minder kurzer Laufstrecke sich einen Weg an die Gletscherbasis suchen (Wasser hat eine höhere Dichte als Eis) nehmen das Moränenmaterial auf und lagern es entlang ihres Laufes wieder ab. Daher sind Oser glazifluviale Formen. Sie bestehen vorwiegend aus ungeschichtetem Kies sowie aus groben Sanden und gelegentlich auch Blöcken. Da die Schmelzwässer parallel zur Eisbewegungsrichtung fließen, verlaufen Oszüge in Nordostdeutschland meist in nördlicher oder nordöstlicher Richtung.
Die Entstehung bzw. Erhaltung der Oser ist mit dem Stillstand bzw. dem Rückzug des Inlandeises während eiszeitlicher Spätphasen (nach dem letzteiszeitlichen Maximum) verbunden. Nach dem endgültigen Abschmelzen überragen sie als positive Reliefformen die Grundmoränenlandschaft. Bevorzugt finden sich Oser in Talbereichen ehemaliger Gletscher oder Gletscherzungen in unmittelbarer Nähe der ehemaligen Eisrandlagen. Oser bleiben nur unter besonderen Bedingungen erhalten, meist fallen sie der späteren Erosion anheim. Oser stammen daher vorwiegend aus der Weichsel-Kaltzeit, aus der vorangegangenen Saale-Kaltzeit sind fast keine Beispiele mehr bekannt, ein wahrscheinlich saalezeitliches Alter dürfte jedoch das Os von Tellingstedt besitzen. Beispiele für rezente Esker finden sich am Woodworth Glacier in Alaska, am grönländischen Inlandeis in Frederikshaab und am Brúarjökull in Island.

### Entstehungsmodelle
Banerjee und McDonald (1975) haben folgende drei Entstehungsmodelle für Oser in Betracht gezogen:
- Modell des freifließenden Wasserlaufs
- Tunnel-Modell
- Delta-Modell

Beim „Modell des freifließenden Wasserlaufs“ erfolgt die Sedimentation in einem Zopfstrom, der an den Seiten von Eiswänden umgeben wird. Die angetroffene Faziesverteilung deutet auf laterale  Korngrößenabnahme. Antidünen mit Gegenströmungs-Schichtung sind sehr häufig. Im Querschnitt betrachtet sind die Sedimenteinheiten linsig angeordnet, im Längsschnitt jedoch flächig.
Im „Tunnelmodell“ fließen die Wassermassen eingezwängt in einem subglazialen Tunnel. Die Sedimenteinheiten sind generell flächig angeordnet und im Längsschnitt aushaltend. Am häufigsten sind schräggeschichtete und normal geschichtete Sedimentpakete aus Kies und Sand. Feinkörnige Sedimente fehlen. Die Paläoströmungsrichtungen zeigen nur geringe Abweichungen. Der Sortierungsgrad der Sedimente ist schlecht (nur die Matrix ist besser sortiert) und deutet auf sliding bed stage (rutschende Oberfläche) – ein charakteristisches Merkmal für Transport und Ablagerung in einem Eistunnel.
Beim „Delta-Modell“ findet die Sedimentation beim Eintritt in vorgelagerte Schmelzwasserseen statt. Charakteristisch für diese Sedimente sind rapide, stromabwärtige Fazieswechsel. Proximale Kiese gehen hierbei in tiefer liegende Seebodenrhythmite aus Silt und Ton über bzw. verzahnen sich mit ihnen. Bezeichnend sind auch Rutschungen, Schlamm- und Suspensionsströme. Paläoströmungen zeigen ferner eine hohe Streubreite.
Sollte der Eisrand jedoch freiliegen, werden die Sedimente als alluviale Fächer abgelagert.

## Interner Aufbau

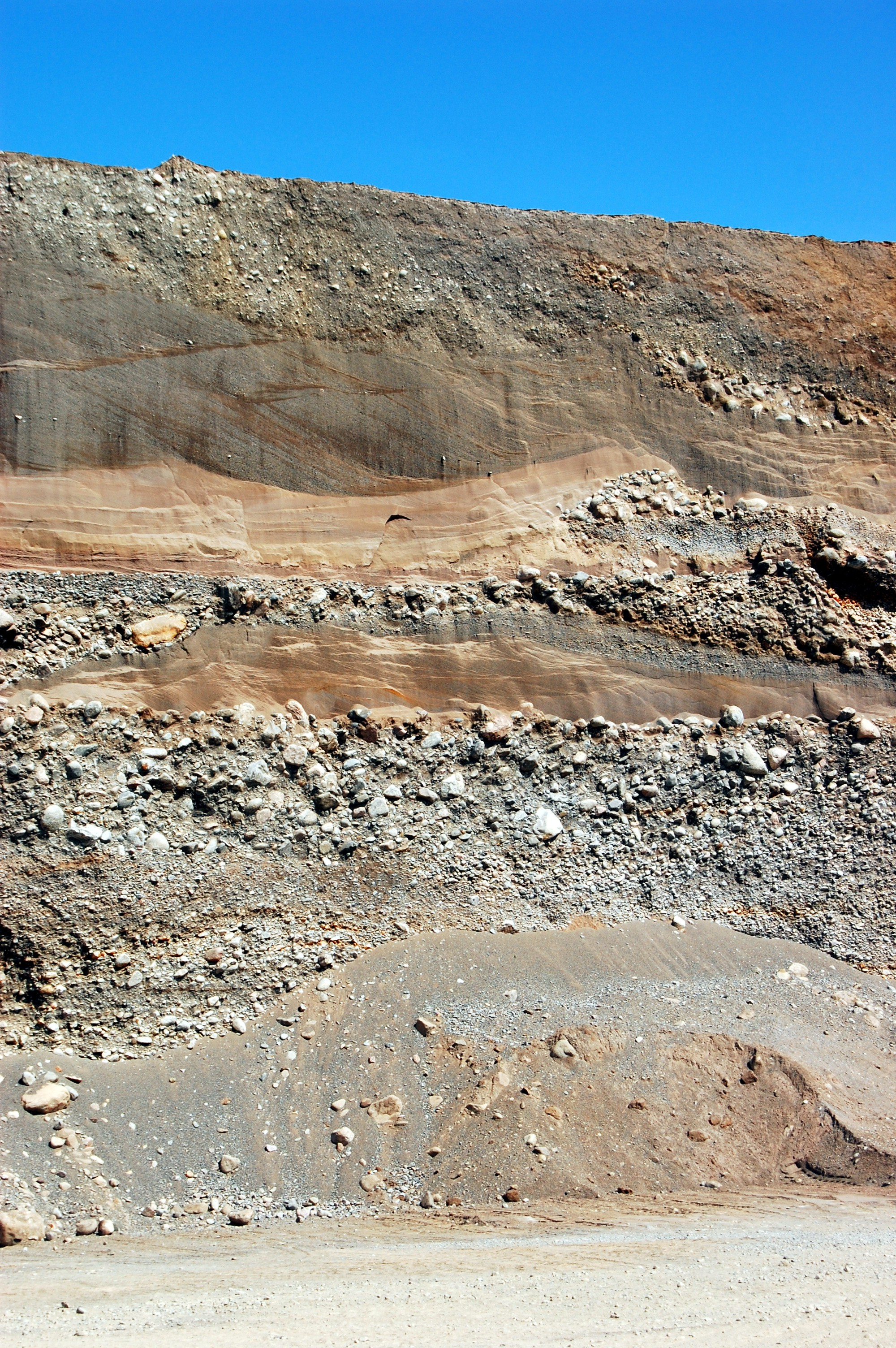
Internaufbau des Os von Badelunda in Schweden

Glazifluviale Sedimente unterscheiden sich nur wenig von normalen Flusssedimenten. In Osern werden in Abhängigkeit von den physikalischen Eigenschaften des Schmelzwasserflusses Geröll- und Sandlagen in unterschiedlicher Mächtigkeit angetroffen. Bei sehr kräftigem Strömungsregime können sehr große Gerölle transportiert werden, bei niedrigem Strömungsregime und stagnierenden Verhältnissen werden jedoch nur feinkörnige Sedimente gebildet. Schrägschichtung und Normalschichtung können nebeneinander vorliegen.
Obwohl die Sedimentkörper von Osern von außen betrachtet relativ einheitlich wirken, können sie in ihrem internen Aufbau sehr komplexe Verhältnisse an den Tag legen. Neben den üblichen Kies- und Sandlagen finden sich oft Till-Einschaltungen sowie Beckensedimente. Gelegentlich sind sie auch in ihrem Verband tektonisch gestört, erkennbar an Verwerfungen und Falten. Dies lässt sich durch Stauchungen erklären, welche durch differentielle Bewegungen der umgebenden Eismassen verursacht wurden (aktive, glazi-tektonische Verformungen). Aber auch passiv kommt es durch Niedertauen des umgebenden, stabilisierenden Eises oder durch Abschmelzen von Toteismassen zu Störungen in den Lagerungsverhältnissen (Setzungen).

## Sedimentzusammensetzung und Fazies
Osersedimente werden von Sedimentstrukturen gekennzeichnet, die im Strömungsmilieu erzeugt wurden. Sie lassen sich anhand ihrer Korngrößen wie folgt unterteilen:
- Kiese
- Sande
- Feinsande und Silte
- Silte und Tone

Am verbreitetsten sind „Kieslagen“ in stabiler Packung, ab und zu auch in offener Packung. Schrägschichtungspakete sind in ihnen recht  häufig anzutreffen, welche bis zu sieben Meter mächtig werden können. Sie entstehen durch das stromabwärts gerichtete Wandern von Schotterbänken. Gelegentlich wird Gegenströmungs-Schichtung beobachtet. Manche Abschnitte zeigen auch dominante, gradierte Parallelschichtung. Die Kiese können aber auch vollkommen ungeschichtet sein und wurden offensichtlich aus einer Sedimenttrübe ausgefällt. Sogar Schlammströme treten auf, erkennbar an Tongeröllen.
Der grob- bis mittelkörnige „Sand“ ist meist schräggeschichtet und kam in Megarippeln oder in wandernden, 15 bis 30 Zentimeter mächtigen Sandbankpaketen zur Ablagerung. Die Sedimentstrukturen sind recht kompliziert miteinander kombiniert. So sind beispielsweise Sandbankschrägschichtung, Megarippeln und Kleinrippeln übereinander zu beobachten. Zugegen sind auch massive Lagen mit undeutlicher Schichtung, welche auf eine hohe Suspensionsfracht hindeuten. Gelegentliche Parallelschichtung deutet auf die engl. als plane bed phase bezeichnete flache Oberflächenform-Phase des niedrigen Strömungsregimes.
Die „Feinsande und Silte“ bestehen meist aus Kleinrippeln und verschiedenen Arten von climbing ripple lamination. Letztere kann durch ihr steiles Ansteigen hohe Strömungsgeschwindigkeiten dokumentieren (superkritisches Verhalten, Fr > 1). Gelegentlich zeigen diese Sedimente auch Anzeichen gleichzeitig erfolgter Deformation wie z. B. Rutschungen und verdrehte Schichtung.
Die „Silte und Tone“ entstammen der Distalfazies von Åsern und wurden in den Eismassen vorgelagerten Abtauseen sedimentiert. Diese Ablagerungen setzen sich aus gut ausgebildeten Rhythmiten und Warven zusammen.
Faziell gehören Oser zu den folgenden Ablagerungsbereichen (Fazieseinteilung nach Brodzikowski und van Loon):
- subglaziale Tunnelfazies (I-C-1-a).
- terminoglaziale, fluviale Tunnelmündungsfazies (II-A-2-a).
- terminoglaziale, lakustrine Tunnelmündungsfazies (II-A-1-c)
- terminoglaziale, marine Tunnelmündungsfazies (II-D-2-b).

## Åser-Vergesellschaftungen

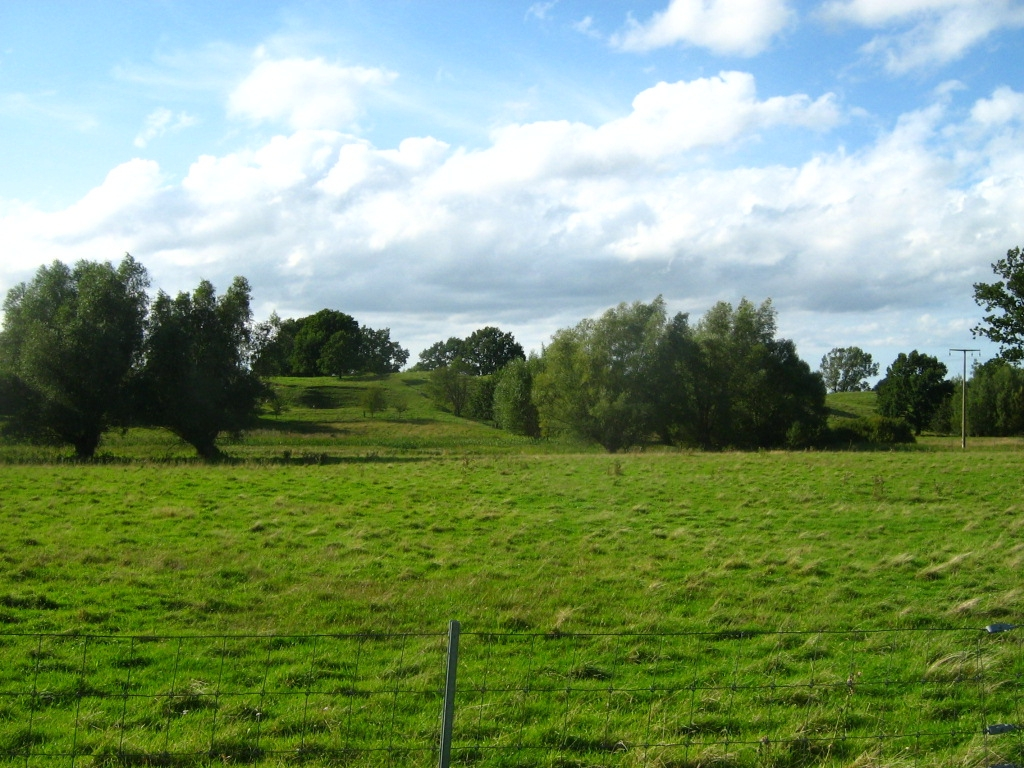
Dieses Ås verläuft am Rand einer glazialen Rinne von Gatschow im Norden bis Zettemin im Süden und hat eine Länge von ca. 30 km

Åser sind in ihrer Entstehungsgeschichte oft mit Drumlins oder drumlinartigen Formen vergesellschaftet, die ihnen auf den ersten Blick ähnlich sehen, jedoch eine andere Entstehungsgeschichte haben. Sie dürfen deshalb nicht miteinander verwechselt werden. Drumlins entstanden während des aktiven Fließens des Gletschers unter dem Eis und zeigen deshalb eine stromlinienförmige Gestalt. Weitere Vergesellschaftungen von Åsern sind angrenzende Aufpressungsstrukturen aus Till, Eisrandlagen (Endmoränen), Tunneltäler, Überlaufrinnen sowie Kame-Bildungen oder Toteis-Bereiche. Recht häufig kann auch der Übergang von Eskern und Spaltenfüllungen zu Kames und Sanderflächen beobachtet werden.

## Spezialformen
Neben den gewöhnlichen Eskern treten noch verschiedene Spezialformen auf:
- Aufpressungs-Esker.
- Perlenschnur-Esker.
- Till-bedeckte Esker.
- Überlagerungs-Esker.
- Parallel-Esker.
- Rinnenbildungs-Esker.

Bei „Aufpressungs-Eskern“ bilden sich durch die von unten wirkende Druckfront Störungen, die den Till der unterlagernden Grundmoräne, aber auch bindige Tonlagen in den subglaziären Tunnel hochquetschen und folglich im Kern des Osers anreichern können.
Die relativ seltenen „Perlenschnur-Esker“ oder „Perl-Oser“ gehen auf Eisblöcke zurück, die in den Tunneln bzw. Spalten liegen bleiben und so Unterbrechungen in der Sedimentation bewirkten (wegen ihrer rundlichen Form als Os-Augen bezeichnet). Möglich ist aber auch, dass eine rückwärtige Verlängerung des subglazialen Tunnelsystems in sedimentreiche Lagen des Gletschers periodisch unterblieb. Vielleicht dokumentieren sie aber einfach nur Beschleunigungsänderungen des Schmelzwasserstroms.
„Till-bedeckte Esker“ besitzen einen Mantel aus Till, der unmittelbar ihre subglaziale Entstehung an der Basis der Eismassen belegt.
„Überlagerungs-Esker“ sind komplexe Strukturen, die durch sich kreuzende Spaltensysteme in übereinanderliegenden Niveaus des Gletschers entstehen.
Bei den „Parallel-Eskern“ gibt es verwachsene und getrennt nebeneinander herlaufende Strukturformen.
„Rinnenbildungs-Esker“ sind entweder ein- oder zweiseitig von Randsenken umgeben, welche aber morphologisch meist nur schlecht zu erkennen sind und oft vermoort vorliegen. Die Rinnen sind entweder durch Toteisbildungen zu erklären oder sie wurden durch Strömungswalzen geschaffen.

## Physikalische Parameter
Anhand sedimentologischer Untersuchungen konnte Jackson (1995) für den Oser von Bridgenorth in Ontario folgende physikalischen Parameter ermitteln:
- Die Fließgeschwindigkeit im Schmelzwassertunnel variierte zwischen 0,05 und 3,5 Meter/Sekunde (unter Zuhilfenahme der Manning-Zahl n = 0,03 bzw. kst = 33).
- Der Neigungswinkel betrug 0,001 oder 0,0057 °.
- Die Scherspannung am Gletscherbett variierte sehr stark, zwischen 1 und 900 Pa.

Das Strömungsregime war turbulent (Reynolds-Zahl Re > 500) und unterkritisch (Froude-Zahl Fr < 1).

## Wirtschaftliche Nutzung

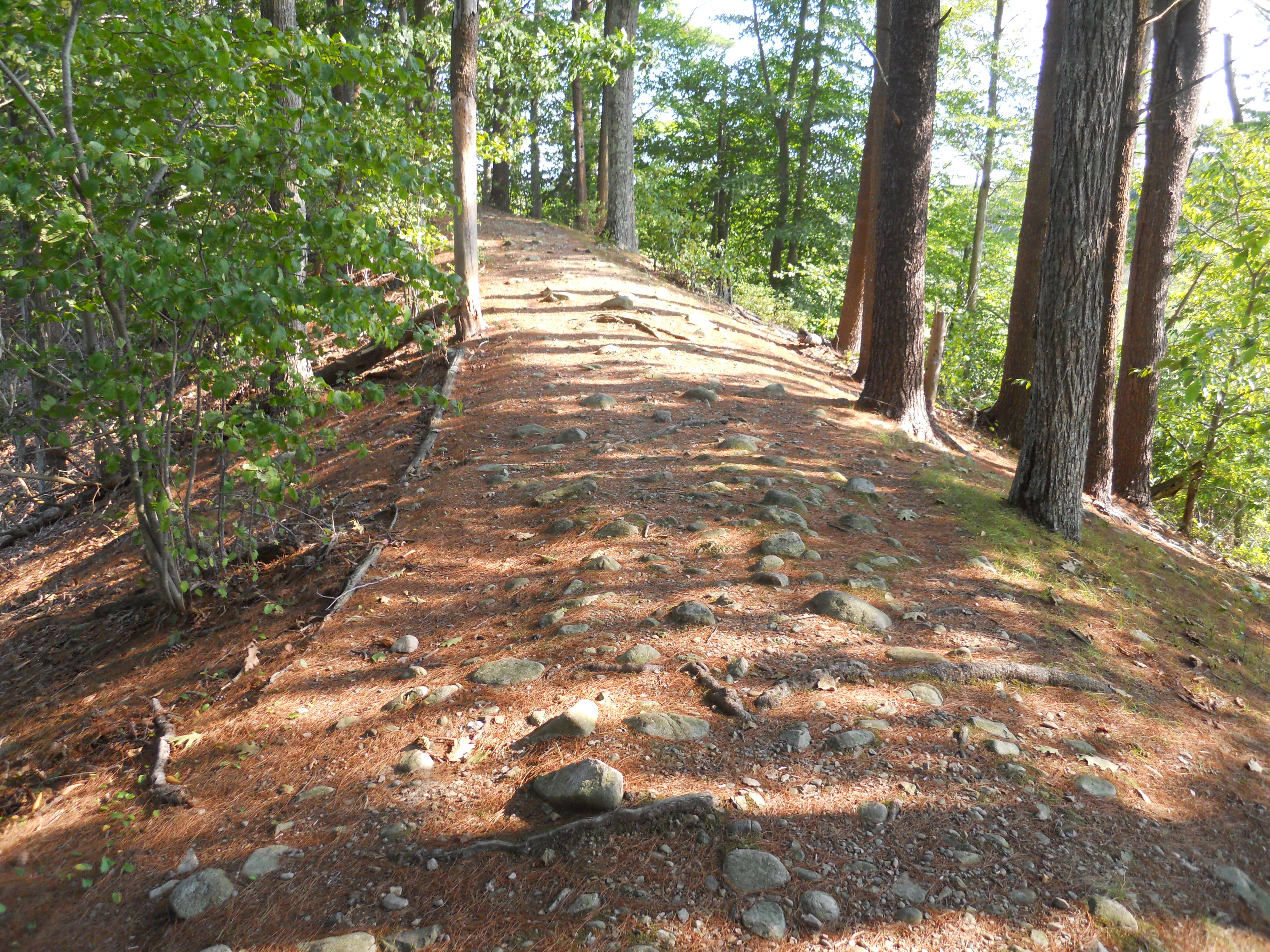
Der Wanderweg Hassocky Meadow Trail verläuft auf einem Os im Ipswich River Wildlife Sanctuary (US-Bundesstaat Massachusetts), der an das Feuchtgebiet von Hassocky Meadow grenzt

Oser sind aufgrund ihrer Granulometrie (d. h. Korngrößenzusammensetzung, wobei grobe Fraktionen überwiegen) hervorragende Grundwasserspeicher und stellen somit für die Wasserwirtschaft wichtige Reservoire dar. Für die Bauwirtschaft und den Straßenbau sind sie ein bedeutender Lieferant von Kies und Sand und werden folglich intensiv abgebaut. Ferner durchqueren Oser oft Seen- und Moorlandschaften und finden daher als natürlicher Wege- und Straßenunterbau Verwendung.

## Verbreitung und Vorkommen
Åser werden nur in einst vergletscherten Regionen angetroffen, für deren Rückzug sie charakteristisch sind. In Nordamerika treten sie nördlich von 72° Nord nicht mehr auf. Diese Tatsache legt nahe, dass Oser nur von temperierten Eismassen mit einem Wasserfilm an der Basis gebildet werden. Aufgrund der enormen Ausmaße der Würm-Eiszeit (Fennoskandischer Eisschild, Laurentidischer Eisschild) besitzen Oser eine sehr weite Verbreitung. Jedoch entstanden Oser nicht unter zerklüfteten Gebirgsgletschern wie in den Alpen, da sich in diesen kein geschlossenes Tunnelsystem mit hohem hydrostatischen Überdruck am Tunnelausgang etablieren konnte.
So genannte „Paläoeskers“ sind Eskers vorpleistozäner Vereisungen. Als Beispiel seien Eskers aus Mauretanien genannt, die aus dem Oberen Ordovizium stammen und der Tichit-Gruppe angehören.
Selbst außerirdische Eskers sind mittlerweile bekanntgeworden, so hat beispielsweise die Raumsonde Mars Odyssey auf dem Planeten Mars mittels THEMIS mehrere Eskersysteme aufgenommen.

## Beispiele

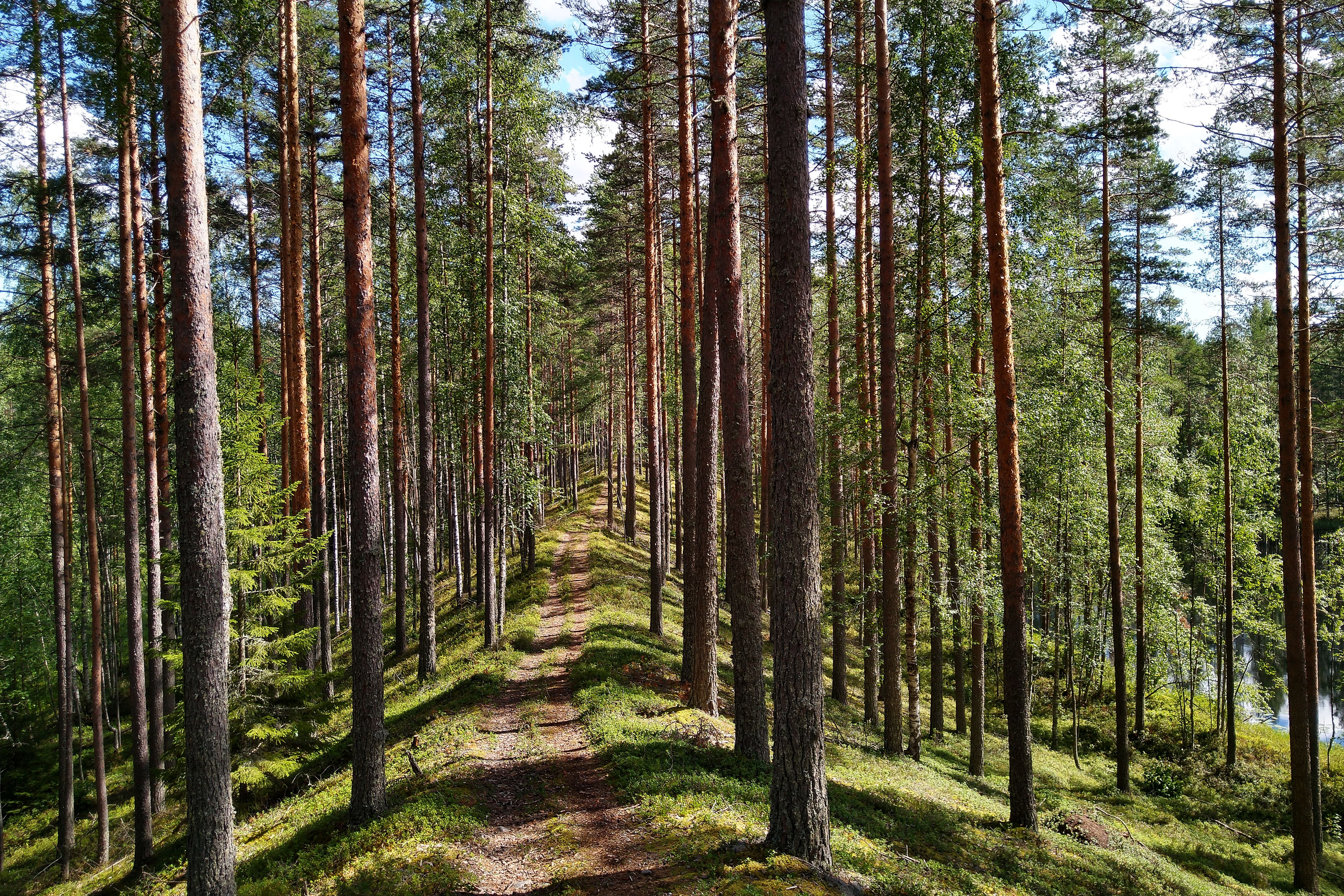
Typische Ansicht in der Finnischen Seenplatte: Ein Os zwischen zwei Seen

Zur Verdeutlichung seien einige Beispiele angeführt:
- Irland:
  - Eiscir Riadha, rund 200 Kilometer lang.
  - Eskers von Timahoe/Tullamore.
- Schottland:
  - Esker bei Carstairs.
  - Halmyre-Esker bei West Linton in Peeblesshire.
  - Kemb Hills, ein 5 Kilometer langer Esker bei Kemnay in Aberdeenshire.
  - Meikle-Kildrummie-Esker bei Nairn.
- Wales:
  - Monington-Esker bei Banc-y-Warren in Ceredigion.
- England:
  - Esker bei Blakeney in Norfolk.
  - Esker bei Bramham in West Yorkshire.
  - Esker bei Hunstanton in Norfolk.
  - Esker bei Moreton Brook der Newport Esker Chain in Shropshire.
  - Penkridge-Esker bei Boscobel in Shropshire.
- Schweden:
  - Ås von Badelunda.
  - Getryggsås bei Bosarp, Eslöv.
  - Hornåsen bei Västerås.
  - Der 250 Kilometer lange und bis zu 75 Meter hohe Uppsalaåsen bei Uppsala.
  - Der rund 60 Kilometer lange, durch Stockholm verlaufende Stockholmsåsen (mit Brunkebergsåsen im Stadtgebiet von Stockholm).
- Finnland:
  - Hiittenharju bei Harjavalta.
  - Kaukolanharju bei Tammela.
  - Luijanharju bei Äänekoski.
  - Harju (Ås) beim See Mustalampi im Nationalpark Nuuksio.
  - Pyynikki-Rücken bei Tampere.
  - Punkaharju.
  - Säkylänharju bei Säkylä.
  - Vehoniemenharju bei Vehoniemi, Kangasala.

- Norwegen:

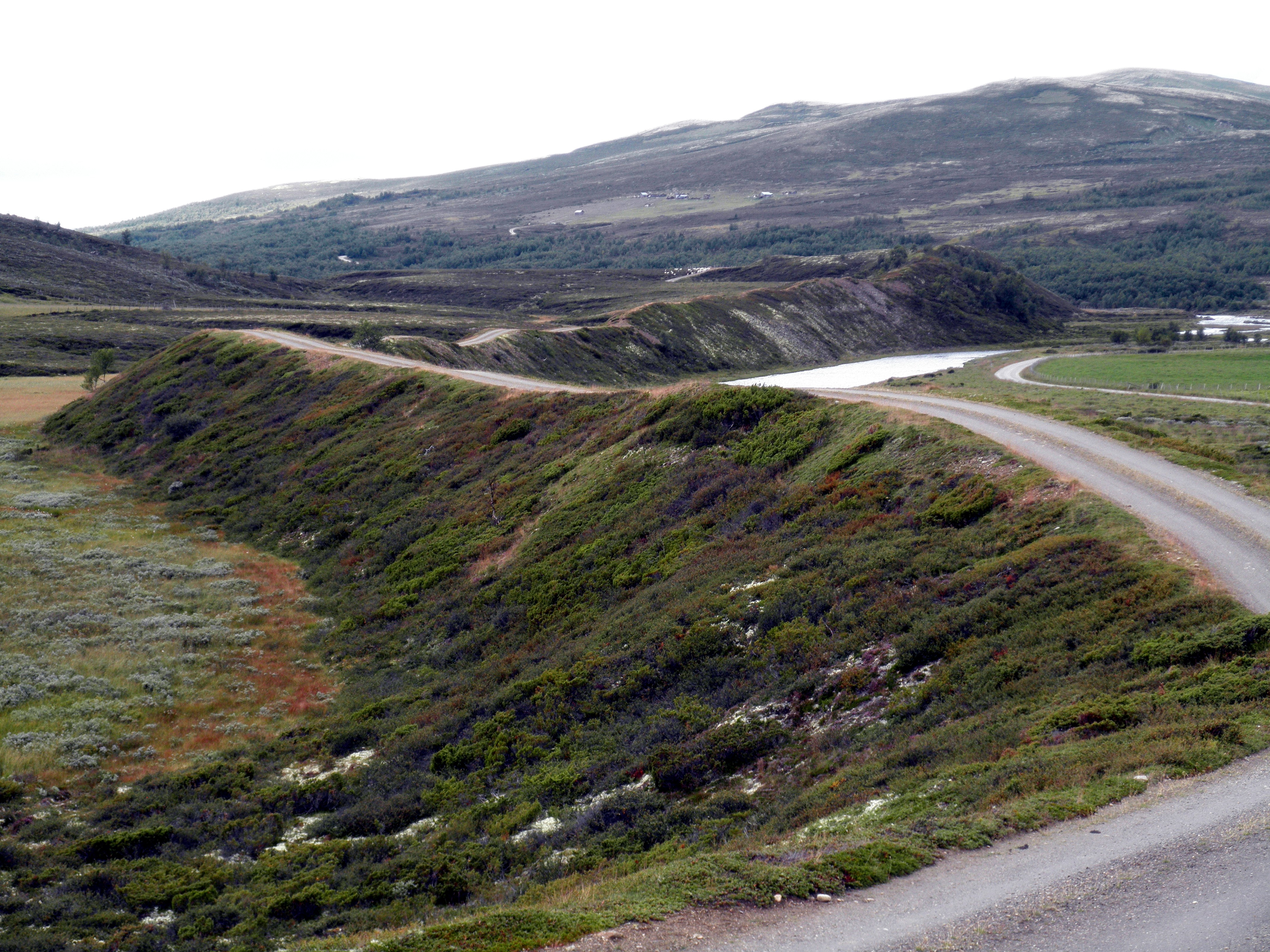
Ås im Einunndalsranden-Naturreservat in Hedmark

  - Ås im Einunndalsranden-Naturreservat in Hedmark.
  - Ås von St. Olavsormen bei Egersund in Rogaland.
- Dänemark:
  - Åser am Åbenrå Fjord in Jütland.
  - Ås von Åstrup bei Stubbekøbing auf Falster, 10,4 Kilometer lang.
  - Ås von Grindløse im Norden Fünens.
  - Ås von Højby bei Odense, Fünen, 20,5 km lang.
  - Ås von Hømarken-Holmdrup in Südfünen.
  - Ås von Mogenstrup, Seeland, 10 Kilometer lang.
  - Åser mit einer Gesamtlänge von 22,5 km im Tunneltal von Køge – Ringsted, Seeland.
  - Ås von Sallinge in Zentralfünen, 12,5 km lang.
  - Ås von Skuldelev auf Seeland.
  - Åser im Tunneltal von Sorø – Næstved auf Seeland.[24]
  - Ås der Strø Bjerge bei Slangerup in Nordseeland, 8,3 km.
- Deutschland:
  - Bayern:
    - Marieninsel (Großer Ostersee), eine Insel im Großen Ostersee

  - Brandenburg
    - Esker im Naturschutzgebiet Lange Dammwiesen und Unteres Annatal[25]

  - Schleswig-Holstein:
    - Überlagerungsesker mit Rinnenbildung bei Ahrensburg.[26]
    - Esker bei Arenholz und Süderbrarup (Os bei Süderbrarup).[27]
    - Perlenschnur-Esker bei Bistensee.[28]
    - Aufpressungs-Esker von Cismar.
    - Aufpressungs-Esker von Dazendorf.[29]
    - Esker-Kames-System sowie Till-bedeckte, getrennte Paralleleskers im Forst Steinburg südwestlich von Lübeck.
    - Esker von Neu Duvenstedt und Putlos.[14]
    - Esker mit Rinnenbildung von Fahrenkrug.
    - Esker am südlichen Ortsrand von Mollhagen.
    - Till-bedeckter-Esker von Loose.
    - Überlagerungsesker am Lütjensee.
    - Aufpressungs-Esker der Prinzeninsel im Plöner See.
    - Perlenschnur-Esker von Rieseby.
    - Esker mit Rinnenbildung von Ohe bei Rendsburg.
    - Esker von Tellingstedt, womöglich aus der Saale-Eiszeit.
    - Aufpressungs-Esker sowie verwachsener Parallelesker von Waldhusen/Kücknitz mit Beckenschluffen.[30]
    - Esker mit überlagernder Spaltenfüllung von Zarpen bei Lübeck.

  - Mecklenburg-Vorpommern:
    - Esker am Neuenkirchener See.
    - Esker zwischen Zettemin und Gatschow, 30 km lang.
- Polen:
  - Esker von Kiczarowo (Kitzerow) in der Woiwodschaft Westpommern.
  - Turtul-Esker bei Bachanowo in der Woiwodschaft Podlachien.

- Litauen:

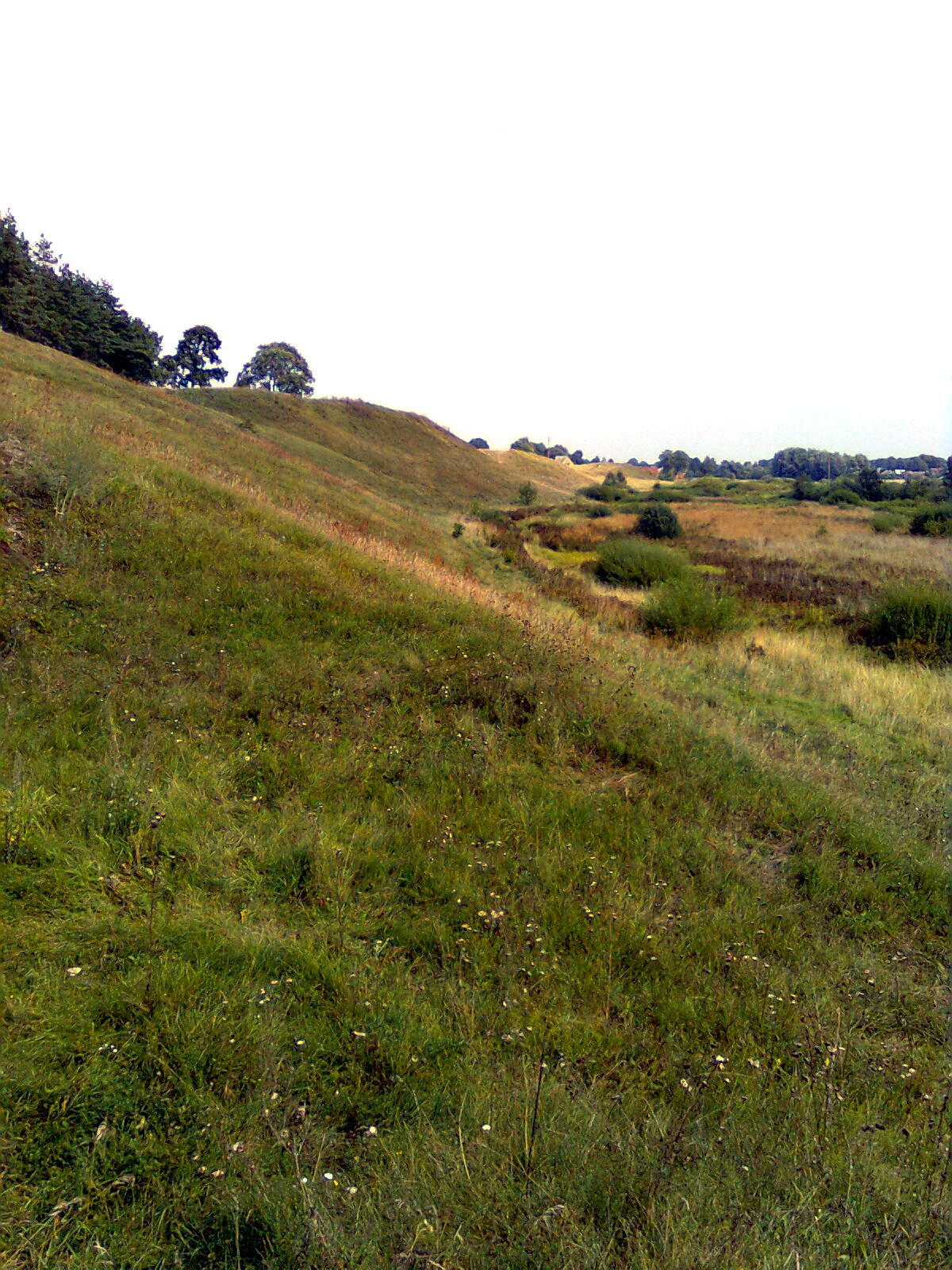
Moränenrücken von Žagarė in Litauen

  - Os am Ešerinis-See im Distrikt von Kelmė
  - Os Kulva
  - Os Šeškinė
  - Os Žagarė

- Estland:
  - Ås im Naturreservat von Põhja-Kõrvemaa.
- Island:
  - Rezentes Ås am Brúarjökull.
- Grönland:
  - Rezentes Ås am Inlandeis von Frederikshaab.
- Kanada:
  - Eskers von Bridgenorth in Ontario.
  - Mount Pelly auf der Victoria-Insel, Nunavut.
  - Night's Hill-Esker in der Nähe des Wapusk National Park in Manitoba.
  - Der Stuart River Eskers Complex des Eskers Provincial Park in British Columbia.
  - Der 800 km lange Thelon-Esker entlang der Grenze zwischen den Northwest Territories und Nunavut.[31]

- Vereinigte Staaten von Amerika:
  - Denali-Esker am Denali-Highway im Denali-Nationalpark, Alaska.
  - Rezenter Esker des Woodworth Glacier am Tasnuna River, Alaska.
  - Das Eskersystem von Katahdin in Maine.
  - Esker-Netzwerk bei Monroe in Maine.
  - Eskers bei North Woodstock in Maine.
  - Eskers im Great Esker Park am Back River in Weymouth, Massachusetts.
  - Der 35 km lange Mason-Esker in Michigan. In Michigan gibt es mehr als 1000 Eskers.
  - Der Eskerkomplex des Devil's Track bei Grand Marais in Minnesota.
  - Zahlreiche Eskers im Adirondack State Park in New York.
  - Sims Corner Eskers and Kames in Washington.

- Mauretanien:
  - Paläoesker der Tichit-Gruppe bei Kédama, Oberes Ordovizium.[32]
  - Mikro-Paläoesker bei Guilemsi in der Region Adrar, Oberes Ordovizium.

- Mars:

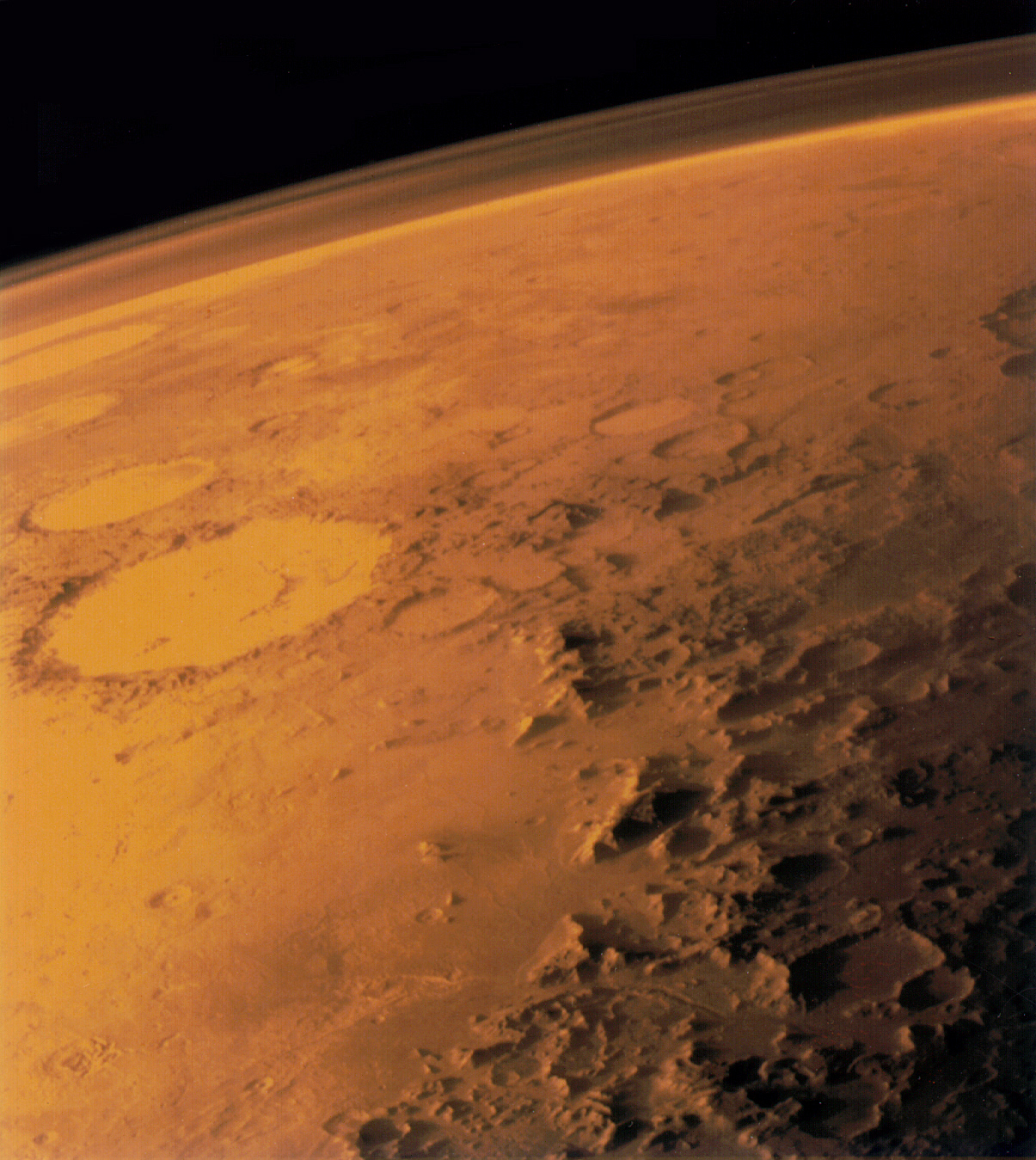
Südrand des Argyre Planitia mit den Charitum Montes. Mehrere Esker durchziehen die Kraterebene links vom Kraterrand.

  - Esker im südlichen Argyre Planitia.[33]
  - Esker der Dorsa-Argentea-Formation am Südpol.[34]